# 代頓鎮區 (伊利諾伊州拉薩爾縣)
代頓鎮區（英語：Dayton Township）是位於美國伊利諾伊州拉薩爾縣的一個行政鎮區。

## 地方資料
根據2010年美國人口普查的數據，代頓鎮區的面積為55.30平方千米，當中陸地面積為54.60平方千米，而水域面積為0.70平方千米。當地共有人口2222人，而人口密度為每平方千米40.18人。